# Bon Scott
Ronald Belford conegut com a "Bon Scott" (Kirriemuir, Escòcia, 9 de juliol de 1946 – Londres, Anglaterra, 19 de febrer de 1980) fou un cantant de rock australià nascut a Escòcia, cèlebre per haver sigut el segon vocalista de la banda de hard rock AC/DC des del 1974 fins a l'any de la seva mort que va ser el 1980, succeint a Dave Evans, que només va participar en dos singles. Per això molts consideren a Bon com el cantant original, ja que va ser ell qui va participar en la primera discografia de AC/DC. Fou introduït en el saló de la fama del rock al costat dels membres actuals de AC/DC el 2003. El juliol de 2004 la revista del Regne Unit Classic Rock el va col·locar en el primer lloc de la seva llista The 100 greatest frontmen (100 millors líders de la banda) por davant de Robert Plant i Freddie Mercury.